# Törpe kék bálna
A törpe kék bálna (Balaenoptera musculus brevicauda) az emlősök (Mammalia) osztályának párosujjú patások (Artiodactyla) rendjébe, ezen belül a barázdásbálna-félék (Balaenopteridae) családjába tartozó kék bálna egyik alfaja.

## Előfordulása
A törpe kék bálna fő előfordulási területei az Indiai-óceánban és a Csendes-óceán déli részén található meg.
A három biztos alfajból a törpe kék bálna az egyetlen, amelyet rendszeresen meg lehet találni a trópusokon. Az Antarktisz környékétől kezdve az Indiai-óceán déli részéig, valamint a Csendes-óceán délnyugati részéig fordul elő. A szaporodási helyei az Indiai-óceánban és Dél-Atlanti-óceánban vannak. Táplálkozni az Antarktisz körüli tengerekbe vándorol.
Feltételezések szerint a törpe kék bálna állománya jóval nagyobb, mint a többi alfajé. Körülbelül 10 000 példány tartozhat ide, míg a többi alfaj együttvéve, körülbelül 5000 egyedet számlál. Habár ezt a feltételezést sokan elfogadják, a törpe kék bálna állományt egészségesnek tekintve, a kanadai The Committee on the Status of Endangered Wildlife szervezet, attól fél, hogy ez ürügy lesz arra, hogy a kék bálna vadászata újból elkezdődhessen.

## Megjelenése
24 méteres hosszával, a törpe kék bálna kisebb, mint a 28 méteres B. m. musculus és a 30 méteres B. m. intermedia alfajok. Az 1966-ban leírt állat, a következő jellemzőivel különbözik a „valódi kék bálnától”: sziláit tartalmazó szarulemezei szélesebbek és rövidebbek; rövidebb farokúszó; a hátúszója hátrébb helyezkedik el; és feje a testéhez képest nagyobb.
Rövid farokúszója, ebihalalakot kölcsönöz a kisebb alfajnak. Ez a merülési szokásokban is eltérően mutatkozik. Miközben a „valódi kék bálnáknál”, merüléskor a hátúszó bukik alá, aztán a farokúszó, a törpe kék bálna esetében, a kettő egyszerre merül a víz alá. A törpe kék bálna színezete sötétebb, mint a többi alfajé; orrnyílásai is más alakúak.

## Balaenoptera musculus indica
A negyedik alfajt, a Balaenoptera musculus indicát Edward Blyth írta le először, 1859-ben. Az állat az Indiai-óceán északi részén él, de mivel igen nehéz megkülönböztetni a törpe kék bálnától, gyakran az utóbbinak a szinonimájaként használják. A Szovjetunió által szolgáltatott adatok szerint, a felnőtt nőstény Ba. m. indica mérete, inkább megegyezik a törpe kék bálna méretével, semmint a B. m. musculus-éval; bár a két indiai-óceáni alfaj elkülönülten él egymástól és a szaporodási időszakuk között 6 hónapos távolság van.

## Védelme
A Memorandum of Understanding for the Conservation of Cetaceans and Their Habitats in the Pacific Islands Region határozat szerint, a törpe kék bálna védelem alatt áll.

## Fordítás
- Ez a szócikk részben vagy egészben  a   Pygmy blue whale című angol Wikipédia-szócikk ezen változatának fordításán alapul.  Az eredeti cikk szerkesztőit annak laptörténete sorolja fel. Ez a jelzés csupán a megfogalmazás eredetét és a szerzői jogokat jelzi, nem szolgál a cikkben szereplő információk forrásmegjelöléseként.